# Cloisonné

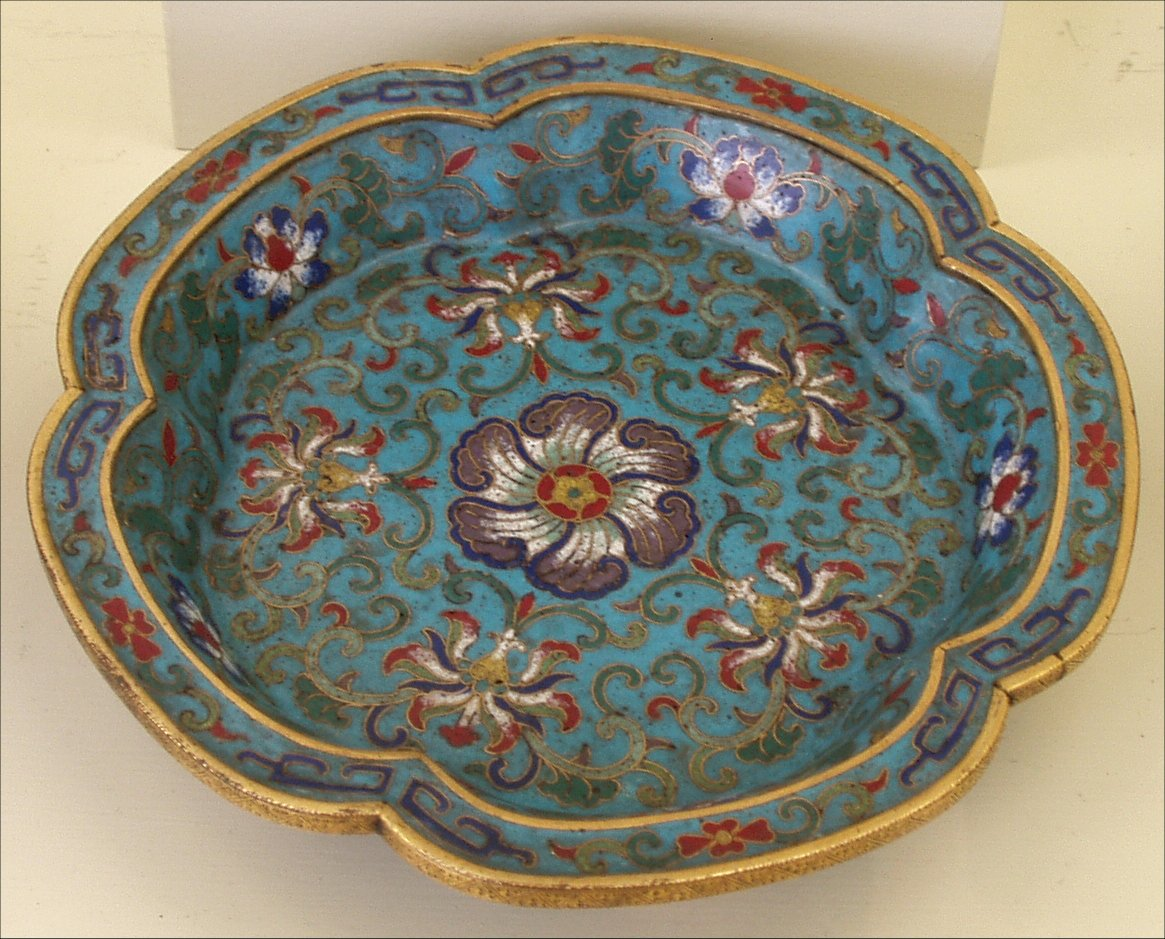
Peça decorada com a técnica do cloisonné.

Cloisonné (do francês cloison, divisão), técnica de trabalho em esmalte na qual tiras finas de metal são coladas sobre uma superfície, formando um desenho composto por vários pequenos compartimentos preenchidos com pasta de esmalte vitrificado.
A técnica do cloisonné é de origem bizantina e foi introduzida na China no século XIV durante a dinastia Yuan . Sobre um objeto fabricado em metal, geralmente em cobre, aplicava-se um conjunto de finos fios dourados formando os contornos dos motivos desejados. Os favos, ou "cloisons", eram depois preenchidos com esmaltes coloridos, fortemente comprimidos e polidos até atingirem o acabamento desejado.

## Origens
A arte do Cloisonné (jingtai lan) tem uma história rica e complexa na China. Sua introdução remonta à Dinastia Yuan (1271–1368), quando técnicas de esmaltação e ornamentação metálica, originárias do Oriente Médio, foram incorporadas ao repertório artesanal chinês. Naquela época, o azul (lan) era especialmente valorizado, refletindo influências estéticas persas e islâmicas que dialogavam com o gosto local. Contudo, foi apenas durante a Dinastia Ming (1368–1644) que o cloisonné se consolidou como uma expressão artística refinada, atingindo níveis elevados de sofisticação técnica e se tornando símbolo de prestígio na corte imperial e entre a elite letrada. Na Dinastia Qing (1644–1912), essa arte floresceu ainda mais, diversificando-se em estilos, cores e motivos ornamentais, resultando no surgimento de variações regionais e consolidando o cloisonné como um dos mais emblemáticos testemunhos da fusão entre técnica, simbolismo e estética no contexto chinês. 